# Lista de herdeiros do trono hanoveriano
Esta é uma lista de indivíduos que foram, em dado período de tempo, considerados os herdeiros do trono do Eleitorado de Hanôver (1692–1814) e do Reino de Hanôver (1814–1866), em caso de abdicação ou morte do monarca incumbente. Os herdeiros (presuntivos ou aparentes) que, de fato, sucederam ao monarca hanoveriano são representados em negrito. 
A lista inclui nobres a partir de 1692, quando o Imperador Romano-Germânico Leopoldo I elevou o então Ducado de Brunsvique-Luneburgo à condição de Eleitorado do Sacro Império Romano-Germânico, tornando seus soberanos os respectivos monarcas hanoverianos. A partir da emissão do Decreto de Estabelecimento de 1701, o trono britânico passou a ser direito dos descendentes protestantes em linhagem masculina de Sofia de Hanôver - neta de Jaime I de Inglaterra - o que fundiu em união pessoal as coroas de ambos os reinos. A Casa de Hanôver reinou na Grã-Bretanha precisamente de 1714 até 1837, quando o trono britânico foi assumido por Vitória enquanto seu tio Ernesto Augusto I ascendeu ao trono hanoveriano.
Desde o estabelecimento da dinastia soberana hanoveriana, somente quatro herdeiros não ascenderam ao trono, sendo três deles herdeiros presuntivos (Frederico Luís, Eduardo Augusto e Frederico Augusto) e um herdeiro aparente Ernesto Augusto após a dissolução da monarquia de Hanôver pela Prússia em 1866 e a subsequente formação da Província de Hanôver.

## Herdeiros ao trono hanoveriano
| Monarca             | Herdeiro          | Condição            | Relação com o monarca | Período                | Período                |
| ------------------- | ----------------- | ------------------- | --------------------- | ---------------------- | ---------------------- |
| Ernesto Augusto     | Jorge Luís        | Herdeiro aparente   | Filho                 | 19 de dezembro de 1692 | 23 de janeiro de 1698  |
| Jorge I Luís        | Jorge Augusto     | Herdeiro aparente   | Filho                 | 23 de janeiro de 1698  | 22 de junho de 1727    |
| Jorge II Augusto    | Frederico Luís    | Herdeiro aparente   | Filho                 | 22 de junho de 1727    | 31 de março de 1751    |
| Jorge II Augusto    | Jorge Guilherme   | Herdeiro aparente   | Neto                  | 31 de março de 1751    | 25 de outubro de 1760  |
| Jorge III Guilherme | Eduardo Augusto   | Herdeiro presuntivo | Irmão                 | 25 de outubro de 1760  | 12 de agosto de 1762   |
| Jorge III Guilherme | Jorge Augusto     | Herdeiro aparente   | Filho                 | 12 de agosto de 1762   | 29 de janeiro de 1820  |
| Jorge IV Augusto    | Frederico Augusto | Herdeiro presuntivo | Irmão                 | 29 de janeiro de 1820  | 5 de janeiro de 1827   |
| Jorge IV Augusto    | Guilherme         | Herdeiro presuntivo | Irmão                 | 5 de janeiro de 1827   | 26 de junho de 1830    |
| Guilherme IV        | Ernesto Augusto   | Herdeiro presuntivo | Irmão                 | 26 de junho de 1830    | 20 de junho de 1837    |
| Ernesto Augusto I   | Jorge Frederico   | Herdeiro aparente   | Filho                 | 20 de junho de 1837    | 18 de novembro de 1851 |
| Jorge V             | Ernesto Augusto   | Herdeiro aparente   | Filho                 | 18 de novembro de 1851 | 20 de setembro de 1866 |